# Donald et les Fourmis
Pour plus de détails, voir Fiche technique et Distribution.
Donald et les Fourmis (titre original : Tea for Two Hundred) est un dessin animé de la série des Donald Duck produit par Walt Disney pour RKO Radio Pictures, sorti le 24 décembre 1948.

## Synopsis
Donald est dans la nature en train de pique-niquer lorsqu'une colonne de fourmis passe à côté de lui...

## Fiche technique
- Titre original : Tea for Two Hundred
- Titre français : Donald et les Fourmis
- Série : Donald Duck
- Réalisateur : Jack Hannah
- Scénario : Nick George et Bill Berg
- Animateur : Bob Carlson, Bill Justice, Volus Jones, Judge Whitaker
- Layout : Yale Gracey
- Background : Thelma Witmer
- Musique : Oliver Wallace
- Voix : Clarence Nash (Donald) et Pinto Colvig (les fourmis)
- Producteur : Walt Disney
- Société de production : Walt Disney Productions
- Distributeur : RKO Radio Pictures
- Pays de production :  États-Unis
- Langue originale : anglais
- Format : couleur (Technicolor) – 35 mm – 1,37:1 – mono (RCA Photophone)
- Genre : dessin animé
- Durée : 6 minutes
- Date de sortie :
  - États-Unis : 24 décembre 1948[1]

## Voix françaises
- Sylvain Caruso : Donald Duck

## Titre en différentes langues
D'après IMDb :
- Argentine : Te para doscientos
- Suède : Kalle Anka och myrorna, Kalle Anka på camping